# 鳥取ガス産業
鳥取ガス産業株式会社（とっとりガスさんぎょう、商号：鳥取瓦斯産業株式会社、Tottori Gas Sangyo Co., Ltd.）は、鳥取県・島根県を営業エリアとする総合エネルギー事業者で、エネトピアの中核企業である。
鳥取県鳥取市の一部を供給エリアとする一般ガス事業者「鳥取ガス」とは別会社である。

## 本社所在地
鳥取県鳥取市五反田町６

## 主な事業
- LPガス、高圧ガス、石油製品の販売
- 電気供給事業
- 電気通信事業
- 土木建築工事の設計・施工
- 管工事
- コンピューターソフトの開発
- 不動産取引及び不動産管理業
- 損害保険代理業・生命保険募集事業
- エネルギーの効率利用に関するコンサルティング業
- その他

## 営業エリア
鳥取県、島根県

## 営業所・工場
- エネトピア岩美　鳥取県岩美郡岩美町浦富1400-1
- エネトピア倉吉　鳥取県倉吉市和田 173-1
- エネトピア米子　鳥取県米子市東福原6-1-22
- エネトピア松江　島根県松江市玉湯町布志名637-158
- エネトピアプラザ　鳥取県鳥取市片原5丁目503番地
- エネトピア鳥取エコステーション　鳥取県鳥取市幸町143-4

## 沿革
- 1941年（昭和16年）9月 - 鳥取市三軒屋10番地（現・同市本町5丁目404番地）で鳥取瓦斯産業株式会社創業。資本金8万円。
- 1952年（昭和27年）8月 - 水道工事一般施工事業を兼業する。
- 1955年（昭和30年）8月 - プロパンガスの販売を開始。
- 1956年（昭和31年）3月 - 資本金を32万円に増資。鳥取市本町でプロパンガスの移充填を開始。
- 1957年（昭和32年）9月 - 資本金を64万円に増資。
- 1959年（昭和34年）10月 - 岩美郡岩美町浦富に「岩美営業所」を開設。
- 1960年（昭和35年）6月 - 資本金を160万円に増資。
- 1961年（昭和36年）
  - 3月 - 資本金を320万円に増資。
  - 4月 - 鳥取市湖山町に「LPG基地」を建設。
- 1962年（昭和37年）
  - 3月 - 弱電架線用配管工事と冷暖房工事の施工を開始。
  - 8月 - 鳥取市古市にLPG基地を建設。
- 1966年（昭和41年）
  - 5月 - オートガス営業販売を開始。
  - 9月 - 鳥取市湖山町に「湖山営業所」を開設。
- 1970年（昭和45年）3月 - 一般高圧ガスの販売開始。
- 1973年（昭和48年）
  - 3月 - 資本金を640万円に増資。
  - 12月 - 一般建設業許可を取得。
- 1974年（昭和49年）7月 - 鳥取市五反田町に「LPG基地」を建設。
- 1975年（昭和50年）4月 - 住宅設備の設計施工を開始。
- 1976年（昭和51年）12月 - 特定建設業許可を取得。
- 1982年（昭和57年）5月 - 損害保険代理業を開始。
- 1984年（昭和59年）
  - 2月 - 鳥取市雲山に「南営業所」を開設。
  - 11月 - 石油製品の販売を開始。
- 1985年（昭和60年）
  - 3月 - 資本金を1,280万円に増資。
  - 5月 - OA機器の販売及び不動産業を開始。
- 1988年（昭和63年）
  - 6月 - 鳥取市五反田町に「新本社屋」を建設
  - 9月 - ガス集中監視システム「TIME24」を導入。資本金を2,048万円に増資。倉吉市清谷に「倉吉営業所」を開設。
- 1990年（平成2年）
  - 8月 - LPG工場で西日本初の「充填システムのロボット化」を実施。
  - 9月 - 一級建築士事務所を開設。
- 1992年（平成4年）2月 - 米子市東福原にキョウエイガスを設立。
- 1993年（平成5年）8月 - 宅地建物取引事務所を開設。
- 1996年（平成8年）6月 - 液化石油ガス法保安機関認定。
- 2000年（平成12年）8月 - 鳥取市幸町に「鳥取エコステーション」を開設。
- 2001年（平成13年）7月 - 米子市東福原に「西部支店」を開設。
- 2003年（平成15年）3月 - 建設事業チームがISO 9001認証を取得。
- 2004年（平成16年）11月 - 日ノ丸産業、JA全農とっとり及び当社の3社で株式会社エネルギーセンター鳥取を設立。LPGの共同充填を開始。
- 2006年（平成18年）
  - 7月 - 鳥取市気高町浜村に「浜村営業所」を開設。
  - 9月 - エネルギーセンター鳥取にてLPGの共同配送を開始。
- 2007年（平成19年）4月 - 鳥取市片原に「オールガス化ショールーム」を開設。
- 2015年（平成27年）1月 - ポイント会員サービスを開始。
- 2016年（平成28年）
  - 7月 - 電気通信サービスを開始。
  - 12月 - 低圧電力サービスを開始。
- 2018年（平成30年）
  - 3月 - 宅配水サービスを開始。
  - 7月 - 新ブランド「enetopia」を発表。
- 2020年（令和2年）7月 - 島根県松江市玉湯町に「エネトピア松江」を開設。

## グループ企業
- 鳥取ガス株式会社
- 株式会社とっとり市民電力
- エネトピアライフサービス株式会社
- エネトピアエンジニア株式会社
- エネトピアコミュニケーションズ株式会社